# Полин кримський
Полин кримський (Artemisia taurica) — вид рослин із родини айстрових (Asteraceae).

## Біоморфологічна характеристика
Багаторічна рослина 30–50 см заввишки. Корінь вертикальний. Стебла білуваті від густого павутинно-волохатого запушення. Листки сірувато-зелені, з ниткоподібними сегментами, 1–10 × 0.1–0.5 мм. Кошики з еліптичними обгортками, 3–3.5 × ≈ 2 мм. Період цвітіння: вересень і жовтень.

## Середовище проживання
Зростає в Україні, Туреччині, Північному Кавказі та пд.-євр. Росії.
В Україні зростає на степах, солонцях — на Сиваші та в Криму, часто у великих кількостях.

## Використання
Кормова, ефіроолійна, лікарська рослина.